# 31e division d'infanterie (Allemagne)
Pour les articles homonymes, voir 34e division d'infanterie.
La  31e division d'Infanterie  est une des divisions d'infanterie de l'armée allemande (Wehrmacht) durant les Première et Seconde Guerre mondiale.

## Théâtres d'opérations
- 1er septembre au 6 octobre 1939 : campagne de Pologne
- 1941 - 1942 : opération Barbarossa
  - 22 octobre 1941 au 22 janvier 1942 : bataille de Moscou

- 5 juillet au 23 août 1943 : bataille de Koursk